# Pescara (provins)
Pescara är en provins i regionen Abruzzo i Italien. Pescara är huvudort i provinsen. Provinsen etablerades 1927 när kommuner överfördes från provinserna L'Aquila, Chieti och Teramo.

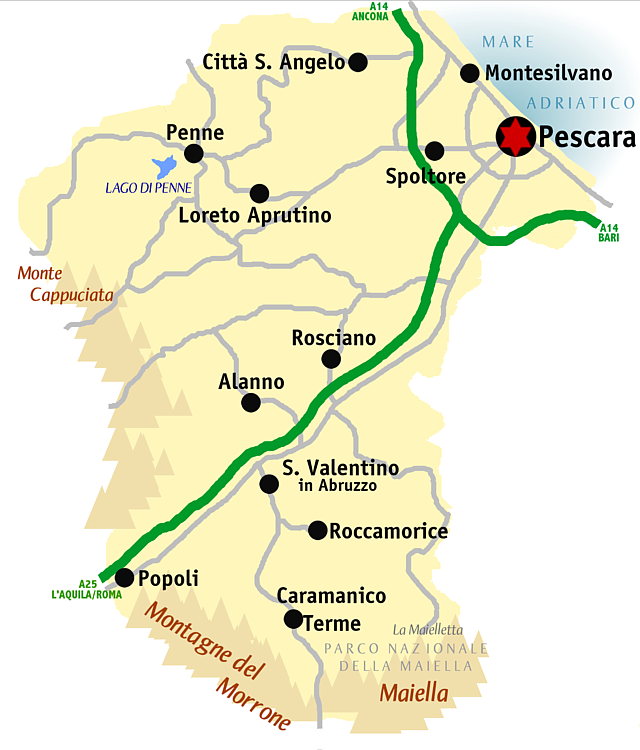
Karta över provinsen

## Administration
Provinsen Pescara är indelad i 46 comuni (kommuner). Alla kommuner finns i lista över kommuner i provinsen Pescara.